# Zugkraft-Einheit
Eine Zugkraft-Einheit (ZK) ist eine – heute nicht mehr gebräuchliche – Maßeinheit in der Landwirtschaft. Zur besseren Vergleichbarkeit des Besatzes an Zugtieren werden diese nach folgendem Schlüssel in Zugkraft-Einheiten umgerechnet:
- ein mittelschweres Pferd wird als 1 ZK gezählt
- ein schweres Pferd mit 1,2 ZK
- ein Ochse mit 0,5 ZK
- eine Zugkuh mit 0,2 ZK.

Zugtiere wurden in der westlich industrialisierten Landwirtschaft durch motorische Zugkraft weitestgehend ersetzt; die Maßeinheit verlor damit ihre Bedeutung. 1949 wurden im Bundesgebiet noch 1.736.000 ZK Besatz an tierischer Zugkraft ausgewiesen, fünf Jahre später noch 1.465.000 ZK.